# Snowbombing
Snowbombing est un festival de musique organisé annuellement au printemps dans la station de ski autrichienne de Mayrhofen.

## Histoire
L'événement est organisé depuis 2000 dans la station française de Risoul. Il s'agissait alors d'un exercice de promotion de boîtes de nuit après-ski lancé par des promoteurs anglais de Manchester appelés Outgoing Ltd,. Cependant, depuis 2005, la station tyrolienne de Mayrhofen en Autriche accueille le festival, qui devient le plus grand festival de neige et de musique d'Europe,. À l'origine, il s'agissait d'un événement axé sur les DJ et l'electronic dance music, mais des concerts ont été ajoutés à l'affiche en 2008, reflétant la résurgence de la musique indépendante et du rock. Le format de l'événement est conçu pour combiner les sports d'hiver (principalement le snowboard) avec des performances musicales sur les pistes et après le ski, ainsi que des soirées à thème dans des lieux inhabituels, notamment un village d'igloos (photo), une clairière, une ferme alpine traditionnelle isolée et une fête de rue en plein air,.
Parmi les artistes qui se sont produits à Snowbombing figurent Fatboy Slim, Madness, Pendulum, Example, Magnetic Man, Sub Focus, Tinie Tempah, Chase and Status, Skream et Benga, Mark Ronson, Dizzee Rascal, Dirty Pretty Things, Grandmaster Flash, Foals, 2ManyDJs, The Enemy, Zane Lowe, Freestylers, Mylo, Dave Clarke, Gilles Peterson, Fabio, Grooverider, Tim Westwood, The Prodigy, The Vaccines, Skrillex, Pendulum, The Doves, The Cuban Brothers, Ton!c et James Zabiela,.
L'événement se distingue également par le fait qu'il offre aux participants une alternative à l'avion. Le Snowbombing Road Trip n'est pas une course, mais un voyage en voiture du Royaume-Uni à Mayrhofen, qui consiste à collecter des points en route, à s'arrêter pour la nuit à Francfort et à arriver en procession à Mayrhofen, où l'événement est déclaré ouvert.
Avec une cinquantaine de piscines et de saunas à portée de main et un paysage alpin à couper le souffle, le Snowbombing se considère comme un festival qui, en plus de la musique, offre luxe et confort. Les chaînes de télévision et les stations de radio européennes ont couvert l'événement, notamment BBC Radio 1, Channel 4, Eurosport, Canal+ et MTV Europe. 